# Wein János

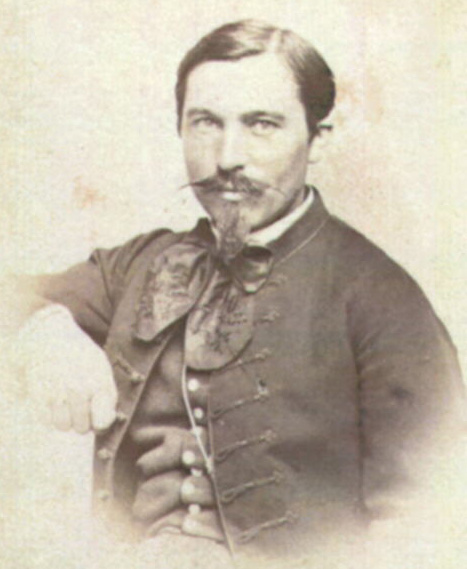
Wein János fényképe 1870. körül

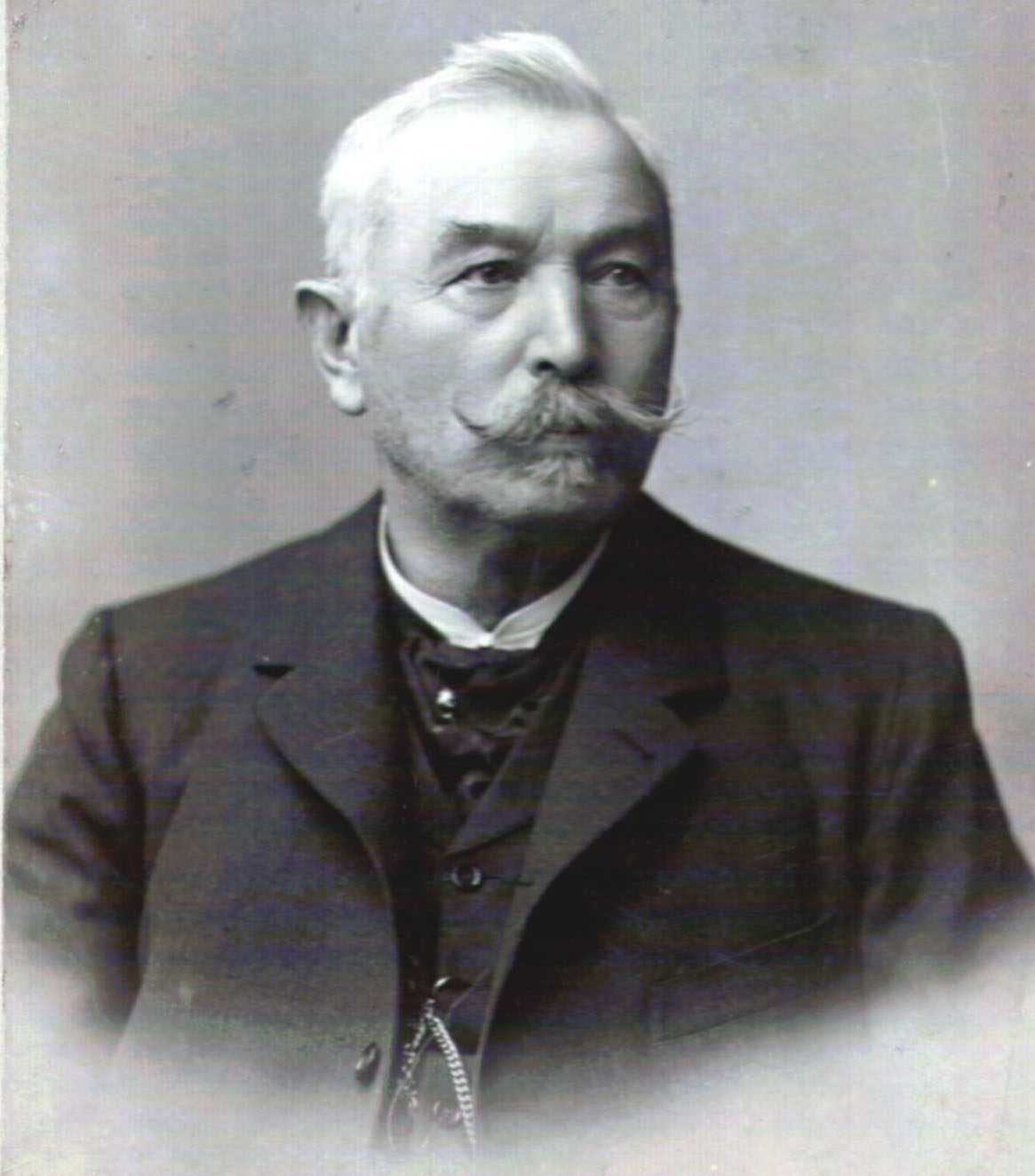
A nyugalmazott igazgató – 1900.

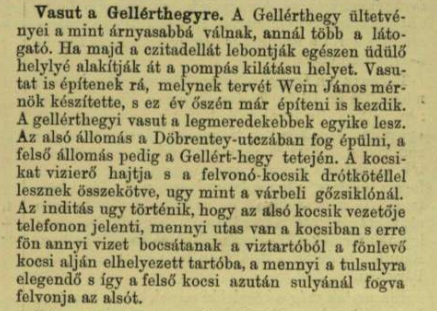
Gellérthegyi sikló terve 1894-ből

Wein János (Németbogsány, 1829. január 10. – Budapest, 1908. április 2.) magyar bányamérnök, a budapesti vízvezeték-hálózat egyik tervezője és megalkotója, a Fővárosi Vízművek első igazgatója. Wein Manó apja.

## Ifjúsága
Elemi iskolába valószínűleg Németbogsányban járt, ahol apja, Wein Jakab igazgató tanító volt, a gimnáziumot Nagyváradon és Temesvárt végezte, majd beiratkozott a bécsi politechnikumba. Tanulmányai megszakadtak 1848-ban, amikor is hazament és beállt a nemzetőrségbe. Részt vett a Krassó-megyei bányavárosok védelmében a szerbek és románok ellen. 1848 őszén a selmecbányai bányászati akadémiára iratkozott be, azonban, amikor Görgey hadserege átvonult a városon, beállt honvédnek és tüzérként végigharcolta a szabadságharcot. A világosi fegyverletétel után, mely közlegényként érte, feltűnés nélkül visszatért Selmecbányára és befejezte tanulmányait.

## Bányamérnök
Egyetemi évei alatt összebarátkozott diáktársával, Id. Maderspach Viktorral, és e barátság révén 1853-ban Ruszkabányára került a Maderspach vállalathoz bányamérnökként. 1855-ben feleségül vette Viktor húgát, Antóniát, Maderspach Károly és Buchwald Franciska lányát. Miután a ruszkabányai gyárat tulajdonosai eladták, a szintén a család tulajdonában lévő haczasel-vaspataki vasgyárat vezette, de a vállalkozás nem volt sikeres, így gazdálkodásba kezdett és 1861-től elvállalta Hunyad-vármegye mérnöki állását is. 1866-ban Budára költözött, betársult a pesti "Chór & Wein" nyomdába.

## A Fővárosi Vízművek igazgatója
1869-től közvetlen munkatársa lett William Lindley angol mérnöknek, aki az első korszerű (ideiglenes) vízművet tervezte és építette Pest városának. 1873-ban, Budapest megalakulásakor szervezték meg az egyesített város Vízvezetéki irodáját, mely 1889-ig működött, ennek lett első vezetője Wein János. Wein Lindleyvel szemben, aki a Duna vizének mesterséges szűrésével kívánta megoldani a naggyá nőtt város vízellátását, felismerte Budapest szerencsés geológiai környezetét és a Duna kavicságyának felhasználásával a természetes szűrést javasolta. Első munkája az ideiglenes vízmű kibővítése volt (melynek gépháza a későbbi Országház helyén állt), majd 1880-ban megtervezte, és meg is építette a végleges budai vízművet, melynek impozáns gépháza az újlaki Dunaparton ma is működik.
Wein tervei nemcsak a korabeli, a mainál sokkal kisebb város igényeit elégítette ki, hanem messzemenően tekintettel volt a város terepadottságaira és a várható fejlődésre is. Elmondható, hogy a gondosan megtervezett vízvezetékrendszer, bár az azóta eltelt több, mint száz év alatt sokszorosára bővült, de ma is a Wein János által megtervezett rendszer szerint működik. Buda magassági viszonyainak megfelelően hat ellátási övezetre osztotta a várost: a budai alsó-, felső, sváb-hegyi alsó, felső, a lipótmezei és a szépjuhásznéi övezetre. A vízellátást két tárolómedence, az alsó-józsefhegyi és a krisztinavárosi, valamint egy átemelő szivattyúállomás segítette, mely a magasabban fekvő övezetekbe továbbította az ivóvizet. A teljes rendszer 1882-re készült el.
A pesti oldalon elkezdődött a parlament építése, ezért először északabbra helyezték át a gépházat és a kutakat, azonban ezek az ideiglenes intézkedések nem oldották meg Pest rohamosan növekvő vízigényének kielégítését. Wein János 1884-ben kapott megbízást a Fővárosi Tanácstól, hogy tegyen javaslatot a Káposztásmegyer határában építendő végleges vízműre. Bár ezt Wein két hónap alatt teljesítette, a tervezés és kivitelezés megkezdése évekig húzódott. Végül 1892-ben megkezdődött a tervezés, és 1893-ban kezdtek hozzá a megvalósításhoz. Wein János ezt nem tudta már befejezni, 66 éves korában, 1896-ban a főváros közgyűlése – érdemei elismerése mellett – nyugdíjazta. Utóda az ugyancsak kiváló képességű Kajlinger Mihály lett, aki a tervezést és a kivitelezést is vezette.
Nyugdíjasként ismert tagja volt a budai társadalmi életnek. 1908. április 2-án asztmában halt meg.

## Emléke
Haláláról beszámolt a Budapesti Hírlap. A Fővárosi vízművek mindig nagy tisztelettel és szeretettel emlékezett meg egykori igazgatójáról. Több kiadványban méltatta munkásságát. Elkészíttette Wein János és Kajlinger Mihály életnagyságú festményét, melyek ma is a vízművek székházának recepcióját díszítik.
Kezdeményezésükre a XIII. kerület önkormányzata 2010. március 22-én parkot nevezett el Wein Jánosról, ahol felállították mellszobrát is.

## Írásos művei
- Wein János jelentése a Dunafolyam és a balparti vízvezeték vizsgálata alkalmával 1874-75-ben szerzett adatokról. Térképpel. Budapest, 1877.
- Budapest főváros nyilvános vízművei. Budapest, 1883.
- Emlékirat a fővárosi végleges vízmű tárgyában. Budapest, 1888.
- A főváros vízzel való ellátása. Budapest, 1889.